# 141
El año 141 (CXLI) fue un año común comenzado en sábado del calendario juliano, en vigor en aquella fecha.
En el Imperio romano el año fue nombrado el del consulado de Severo y Estloga, o menos frecuentemente, como el 894 ab urbe condita, siendo su denominación como 141 a principios de la Edad Media, al establecerse el anno Domini.

## Acontecimientos
- 4 de enero: En la región turca de Licia se registra un terremoto que desencadena un tsunami que causa grandes inundaciones.
- Se construye el Templo de Antonino Pío y Faustina la Mayor en el Foro Romano.
- Levantamiento de los Brigantes en Britania.
- Ptolomeo finaliza el estudio sistemático del cielo que iniciara en el 127  d. C.
- Sexta observación registrada del Cometa Halley.

## Fallecimientos
- Faustina la Mayor, esposa del emperador Antonino Pío. (Otras fuentes dan el año 140)